# Forces armées d'Amérique
Les forces armées d'Amérique sont les armées nationales du continent américain.
Certains pays ont signé entre eux des accords de coopération, et font partie d'organisations internationales de défense.

## Politique de défense
Il existe plusieurs organisations de défense au sein de l'Amérique :
- Commandement de la défense aérospatiale de l'Amérique du Nord (NORAD) :  États-Unis,  Canada

De plus, plusieurs pays américains font partie d'organisations internationales, comme l'Organisation du traité de l’Atlantique nord (OTAN).

## Forces armées d'Amérique

### États souverains

#### Amérique du Nord et centrale
- Antigua-et-Barbuda
- Bahamas
- Barbade
- Belize
- Canada
- Costa Rica
- Cuba
- États-Unis
- République dominicaine
- Guatemala
- Haïti
- Honduras
- Jamaïque
- Mexique
- Nicaragua
- Panama
- Saint-Christophe-et-Niévès
- Salvador
- Trinité-et-Tobago (en)

La Dominique, la Grenade, Sainte-Lucie et Saint-Vincent-et-les Grenadines font partie des pays qui n'ont pas d'armée, tout comme le Costa Rica, le Panama et Saint-Christophe-et-Niévès (les articles listés ici sont ceux d'une force de sécurité de type paramilitaire).

#### Amérique du Sud
- Argentine
- Bolivie
- Brésil
- Chili
- Colombie
- Équateur
- Guyana (en)
- Paraguay
- Pérou
- Suriname
- Uruguay
- Venezuela

### Dépendances et territoires à souveraineté spéciale
- Danemark :  Groenland
- États-Unis :  Îles Vierges des États-Unis,  Porto Rico
- France :  Guadeloupe,  Guyane,  Martinique,  Saint-Barthélemy,  Saint-Martin,  Saint-Pierre-et-Miquelon
- Pays-Bas :  Aruba,  Bonaire,  Curaçao,  Saba,  Saint-Eustache,  Saint-Martin
- Royaume-Uni :  Anguilla,  Bermudes,  Îles Caïmans,  Malouines,  Îles Turques-et-Caïques,  Îles Vierges britanniques,  Montserrat